# 钻石屋

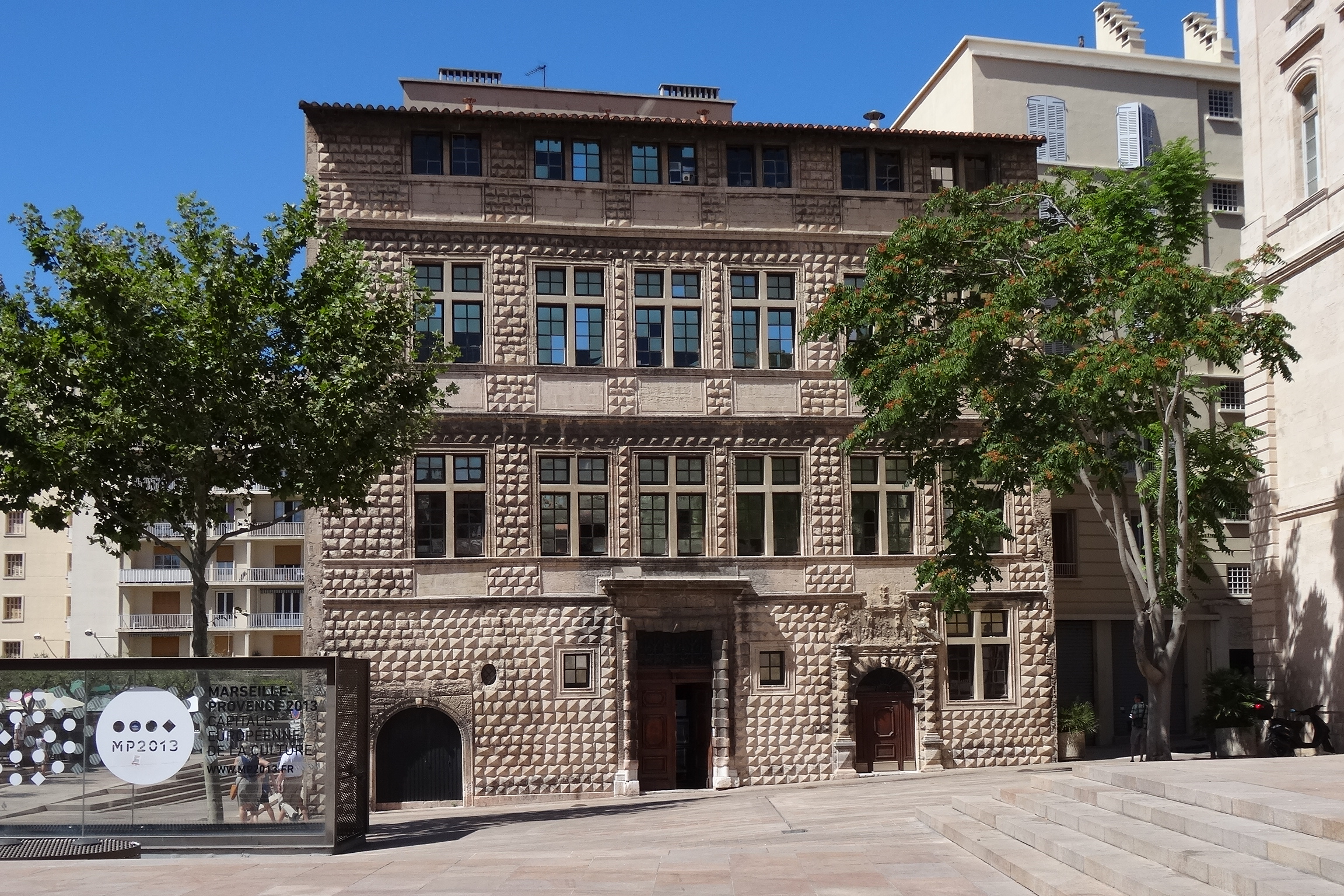

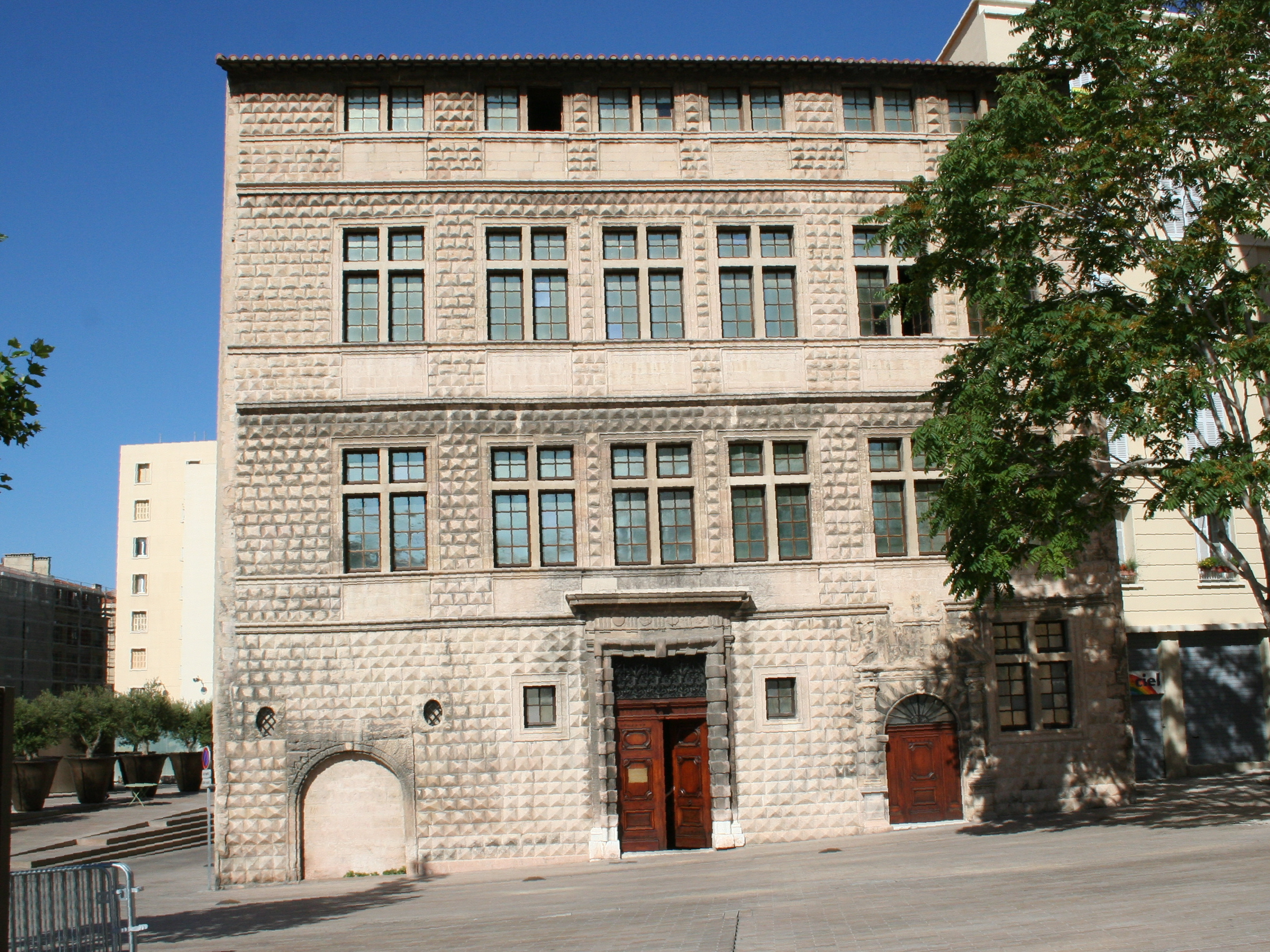

钻石屋（法语：Maison Diamantée）是法国马赛的一座建筑，位于第二区市政厅分区（quartier de l’hôtel de ville）监狱街（rue de la prison）2号，马赛市政厅正后方。1967-2009年期间，这里曾经开设马赛老城博物馆（Musée du Vieux-Marseille），2013年9月12日以来，其藏品已转移到马赛历史博物馆。
钻石屋的名字来源于它的立面外观，上面覆盖着锋利的石头。
1925年11月10日，该建筑列为法国历史遗迹。

## 历史

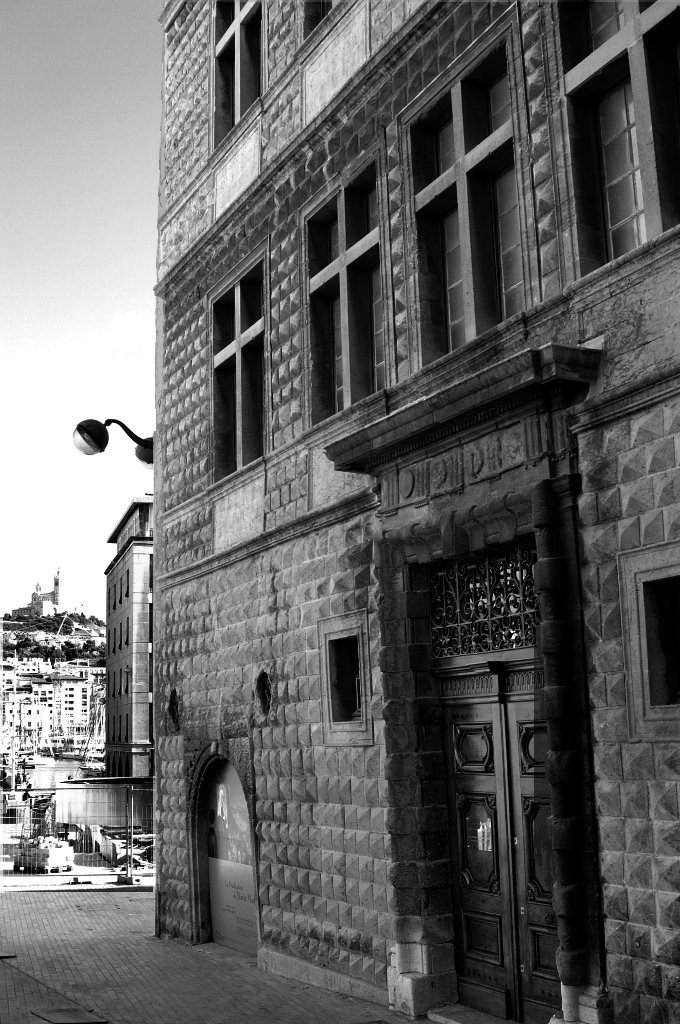
钻石屋

钻石屋和卡布雷府邸（Hôtel de Cabre）是马赛现存最古老的住宅之一，建于16世纪晚期或17世纪早期，位于普罗旺斯宫殿前花园的土地上，由西班牙或意大利的富商建造。
钻石屋是由一位加泰罗尼亚富商皮埃尔·卡多尔（Pierre Cardiolle）于1570年至1576年间建造。后来这里成为马赛一些大家族的府邸，包括皮埃尔·塞博林·德·博莱纳（Pierre Sebolin de Bollena，1683年马赛第二任议员）和他的侄子弗朗索瓦·德·萨布林·博莱纳（François de Saboulin Bollena，1702年马赛第一任市议员）。
法国大革命时期，这里分割为公寓。到19世纪末，这里被港口工人和意大利移民占据。
1914年，“艺术与慈善”文化协会买下了已经破旧的房子，然后将其赠给马赛老城委员会。1943年，德国当局决定摧毁马赛旧港北岸的小巷，但保留一些具有明显历史意义的建筑，其中包括“钻石屋”。1962年，马赛老城委员会将这座建筑及其藏品和图书馆捐赠给马赛市。
从1967年到2009年，钻石屋曾是马赛老城博物馆（Musée du Vieux Marseille）的所在地。此后，这些藏品被整合到马赛历史博物馆。
马赛普罗旺斯2013，欧洲文化之都的组织协会办公室设于这座建筑。

### 建筑
立面使用粉红色石灰岩和白色石头砌筑，装饰以琢石风格的钻石状凸出，因此命名。
内部有装饰精美的楼梯和勃艮第风格的玫瑰窗。
1925年11月10日，古建筑列为法国历史遗迹。